# أمل حنا
أمل حنا (مواليد 1949) مخرجة وكاتبة فلسطينية ساهمت في تأليف المسلسلات الاجتماعية السورية والتي تعالج بها قضايا كثيرة مهمة مثل مسلسل أحلام كبيرة وغيرها الكثير من الأعمال السورية.

## السيناريو
كتبت السيناريو لعدد من الأعمال منها:
1. مطر الربيع
2. أحلام كبيرة
3. على حافة الهاوية
4. قلبي معكم
5. جلسات نسائية
6. العشاق
7. الشمس تشرق من جديد
8. مذكرات عائلة (مسلسل)

## وصلات خارجية
- صفحتها على موقع الفنانين السوريين
- أمل حنا على قاعدة بيانات الأفلام العربية.